# CoinMetro
CoinMetro és una plataforma de comerç de criptomoneda, topògraf a Tallinn, Estònia.

## Història
CoinMetro va ser fundada el novembre de 2017 pel CEO i fundador de CoinMetro, Kevin Murcko, que és membre fundador de la junta directiva de l'Associació Europea de Crypto i CEO de FXPIG.
El 2018, Estònia va concedir llicències per a serveis de cartera i intercanvi a CoinMetro.
El 2018, la venda de fitxes CoinMetro va començar el 21 de febrer i va durar fins a finals de març.
El 2020, la taxa de creixement de CoinMetro va augmentar un 620%.
El 2021, CoinMetro va recaptar 2,5 milions d'euros en la seva oferta de bons digitalitzats.
Des del 2018, CoinMetro té la seu a Tallinn, Estònia, amb una segona oficina situada a Ciutat de Mèxic.

## Regulació
CoinMetro és partidari de la regulació en el sector de la tecnologia financera. Amb seu a Estònia, CoinMetro ha obtingut la llicència de la Unitat d'Intel·ligència Financera d'Estònia per oferir serveis de moneda digital. Aquesta llicència permet a CoinMetro oferir serveis d'intercanvi d'una moneda virtual contra una moneda fiduciària, intercanvi d'una moneda virtual contra una moneda virtual i serveis de cartera de moneda virtual.

## Producte
CoinMetro és un ecosistema que inclou una plataforma de comerç de marges, una plataforma de comerç de marge, una plataforma de comerç de còpies i un mercat de valors digitals. L'ecosistema compta amb el suport del testimoni d'utilitat natiu de CoinMetro, XCM, que està vinculat a tots els productes i serveis de l'empresa. El nucli del motor coincident es construeix amb Redis.